# George Amick
George "Little George" Amick, ameriški dirkač Formule 1, * 24. oktober 1924, Vernonia, Oregon, ZDA, † 4. april 1959, Daytona Beach, Florida, ZDA.

## Življenjepis
Amick je pokojni ameriški dirkač, ki je leta 1958 sodeloval na ameriški dirki Indianapolis 500, ki je med letoma 1950 in 1960 štela tudi za prvenstvo Formule 1, in dosegel drugo mesto. Leta 1959 se je smrtno ponesrečil na dirki v mestu Daytona Beach.